# 勒梅尼勒拉乌勒
勒梅尼勒拉乌勒（法語：Le Mesnil-Raoult，法語發音：[lə mɛni(l) ʁaul]）是法国芒什省的一个旧市镇，属于圣洛区。2016年，勒梅尼勒拉乌勒并入相邻的维尔河畔孔代。

## 地理
勒梅尼勒拉乌勒（49°2'4"N, 1°3'38"W）面积3.98 平方千米，位于法国诺曼底大区芒什省，该省份为法国西北部沿海省份，西、北、东北三面环大西洋，东起顺时针与卡爾瓦多斯省、奧恩省、马耶讷省和伊勒-维莱讷省接壤。
与勒梅尼勒拉乌勒接壤的市镇（或旧市镇、城区）包括：圣龙费尔、维尔河畔孔代、特鲁瓦戈。

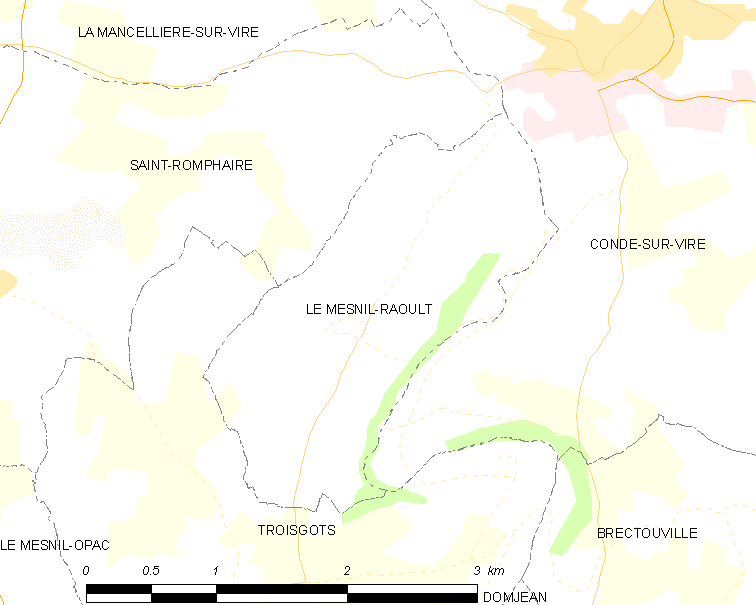
勒梅尼勒拉乌勒的OSM定位图

勒梅尼勒拉乌勒的时区为UTC+01:00、UTC+02:00（夏令时）。

## 行政
勒梅尼勒拉乌勒的邮政编码为50420，INSEE市镇编码为50319。

## 政治
勒梅尼勒拉乌勒所属的省级选区为维尔河畔孔代县。

## 人口

1962-2008年间勒梅尼勒拉乌勒人口变化图示

勒梅尼勒拉乌勒于2018年1月1日时的人口数量为367人。